# Enzo Robutti
Enzo Robutti (né à Bologne le 24 octobre 1933  et mort à Viterbe le 13 février 2022)  est un acteur, doubleur, comédien, dramaturge et écrivain italien.

## Biographie
Né à Bologne en 1933, Enzo Robutti fréquente l'école d'art dramatique du Piccolo Teatro de Milan et fait ses débuts sur scène dans la compagnie théâtrale de Vittorio Gassman dans Irma la dolce. Il obtient ses premiers succès en tant que comédien de stand-up et auteur de cabaret au Derby Club de Milan. Robutti est également  actif en tant qu' acteur de genre, souvent  dans des comédies dans des rôles de personnages hystériques et cholérique. Il a  travaillé entre- autres avec Pasquale Festa Campanile.
Enzo Robutti est décédé le 13 février 2022 à l'âge de 88 ans dans une maison de retraite de Viterbe, où il vivait, mais la nouvelle de son décès n'a été annoncée par sa famille que le 5 mai 2022.
.

## Filmographie partielle
- 1963 : Les Hors-la-loi du mariage (I fuorilegge del matrimonio) des Frères Taviani et Valentino Orsini
- 1968 : Le Prophète (Il profeta) de Dino Risi
- 1968 : Le Séquestré (Sequestro di persona) de Gianfranco Mingozzi
- 1971 : Ma femme est un violon (Il merlo maschio ) de  Pasquale Festa Campanile.
- 1972 : Sans famille, sans le sou, en quête d'affection (Senza famiglia, nullatenenti cercano affetto) de Vittorio Gassman
- 1972 : Beati i ricchi de Salvatore Samperi : le directeur de banque
- 1972 : Manœuvres criminelles d'un procureur de la République (Il vero e il falso) de Eriprando Visconti
- 1973 :  Rugantino de Pasquale Festa Campanile.
- 1974 : L'ultimo uomo di Sara de Maria Virginia Onorato
- 1974 : Amore mio non farmi male de Vittorio Sindoni
- 1976 : Le Bataillon en folie ( Sturmtruppen) de Salvatore Samperi
- 1976 : ...e tanta paura de Paolo Cavara
- 1976 : Carioca tigre de Giuliano Carnimeo
- 1977 : La Maîtresse légitime (Mogliamante) de Marco Vicario
- 1977 : Voyeur pervers (L'occhio dietro la parete) de Giuliano Petrelli
- 1980 : Le Manteau d'astrakan (Il cappotto di Astrakan) de Marco Vicario
- 1981 : Le Cancre du bahut ( Pierino contro tutti) de Marino Girolami
- 1981 : La Vamp du bahut (Mia moglie torna a scuola) de Giuliano Carnimeo
- 1982 : Marche au pas ! (Porca vacca) de Pasquale Festa Campanile
- 1982 : Bingo Bongo de Pasquale Festa Campanile.
- 1982 : Pierino la peste alla riscossa! d'Umberto Lenzi
- 1982 : Scusa se è poco de Marco Vicario
- 1987 : Une catin pour deux larrons (I picari) de Mario Monicelli
- 1988 : L'Étranger de l'espace (Fratello dello spazio) de Mario Gariazzo
- 1990 : Le Parrain, 3e partie de Francis Ford Coppola
- 1998 : Cucciolo de Neri Parenti
- 2005 : E ridendo l'uccise de Florestano Vancini